# Johann Baptist Angehrn
Johann Baptist Angehrn (getauft am 13. Oktober 1760 in Hagenwil; heimatberechtigt von Muolen und Hagenwil; † 13. Juli 1832 in Wil) war ein Schweizer Beamter und Thurgauer Regierungsrat.

## Leben und Wirken
Johann Angehrn war der Sohn des «Operators» Joseph Ludwig Angehrn. Er studierte Philosophie in Neresheim und Besançon. Die Magisterprüfung der Rechtswissenschaften absolvierte er 1780/1781 an der Universität Freiburg. Angehrn begann eine fürstäbtisch-sankt-gallische Beamtenlaufbahn, die sein Onkel Beda Angehrn förderte. Im Jahr 1784 war er Hofkavalier und zwei Jahre später heiratete er Anna Maria Serwart von Zuzwil.
Angehrn amtierte von 1789 bis 1792 als Lehenvogt zu St. Fiden, anschliessend folgte er bis 1798 Karl Müller von Friedberg im Amt des Obervogts des Oberbergeramtes. Der Opposition in der Alten Landschaft unter Johannes Künzle war Angehrn nicht gewachsen und zog sich nach Hagenwil zurück. In der Zeit nach der Helvetik diente er von 1803 bis 1812 als Präsident des Distrikts Bischofszell. Im Thurgau wurde Angehrn 1808 Gross- und von 1812 bis 1831 Regierungsrat. Für die politischen Gegner war er nur ein «gutmütiger Figurant».

## Belege
1. 1 2  André Salathé: Johann Baptist Angehrn. In: Historisches Lexikon der Schweiz.  14. August 2007.

| Personendaten    | Personendaten                                 |
| ---------------- | --------------------------------------------- |
| NAME             | Angehrn, Johann Baptist                       |
| KURZBESCHREIBUNG | Schweizer Beamter und Thurgauer Regierungsrat |
| GEBURTSDATUM     | 13. Oktober 1760                              |
| GEBURTSORT       | Hagenwil, Schweiz                             |
| STERBEDATUM      | 13. Juli 1832                                 |
| STERBEORT        | Wil, Schweiz                                  |